# Starlet (film)
Starlet je americké filmové drama z roku 2012, které natočil režisér Sean Baker. Hlavní role v něm ztvárnily Dree Hemingway a Besedka Johnson, pro niž šlo o jediný film v jejím životě. Film pojednává o přátelství jednadvacetileté Jane (Hemingway) a pětaosmdesátileté Sadie (Johnson). Jane si od Sadie v garážovém prodeji koupí termosku, ve které najde značné množství peněz, o kterých Sadie neměla tušení. Zpočátku peníze utrácí, ale později se rozhodne vrátit je její skutečné majitelce. Sadie však Jane zabouchne dveře ještě předtím, než jí stačí vysvětlit důvod své návštěvy. Později s ní naváže kontakt, aniž by prozradila důvod. V dalších rolích se ve snímku představili například Stella Maeve, James Ransone a také pornoherečky Asa Akira a Lily LaBeau.